# Гал Гадот
Гал Гадот Версано (хебр. גל גדות; Петах Тиква, 30. април 1985) израелска је глумица и манекенка. Са 18 година проглашена је за мис Израела. Потом је две године служила као војник у Израелским одбрамбеним снагама, након чега је почела студије на колеџу ИДЦ Херцлија, док је градила своју каријеру манекенка и глумице.
Истакла се улогом Жизел Јашар у филму Паклене улице 4 (2009), коју је поновила у наредним деловима филмске франшизе. Добила је широко признање за улогу Дајане Принс / Чудесне жене у Проширеном DC универзуму, почевши са филмом Бетмен против Супермена: Зора праведника (2016), ког прати соло филм Чудесна жена и Лига правде (оба 2017), наставку Чудесна жена 1984 (2020) и Лига правде Зека Снајдера, director's cut филма Лига правде из 2017.
Локални медији прозвали су је „највећом израелском суперзвездом”. Часопис Time прогласио је једном од 100 најутицајнијих људи на свету у 2018. години и два пута се пласирала на годишњу ранг-листу најплаћенијих глумица на свету.

## Филмографија
| Улоге на филму |                                          |               |                             |                                                |
| Година         | Српски назив                             | Изворни назив | Улога                       | Напомена                                       |
| 2009.          | Паклене улице 4                          |               | Жизел Јашар                 |                                                |
| 2010.          | Ноћ за памћење                           |               | Натања                      |                                                |
| 2010.          | Невине лажи                              |               | Наоми                       |                                                |
| 2011.          | Паклене улице 5                          |               | Жизел Јашар                 |                                                |
| 2013.          | Паклене улице 6                          |               | Жизел Јашар                 |                                                |
| 2014.          |                                          |               | Мирит Вен Харуш             |                                                |
| 2015.          | Паклене улице 7                          |               | Жизел Јашар                 | Приписује се и појављује се у избрисаној сцени |
| 2016.          | Бетмен против Супермена: Зора праведника |               | Дајана Принс / Чудесна жена |                                                |
| 2016.          | Злочиначки ум                            |               | Чил Поуп                    |                                                |
| 2016.          | У корак са Џоунсовима                    |               | Натали Џоунс                |                                                |
| 2016.          | Трострука деветка                        |               | Елена Власлов               |                                                |
| 2017.          | Чудесна жена                             |               | Дајана Принс / Чудесна жена |                                                |
| 2017.          | Лига правде                              |               | Дајана Принс / Чудесна жена |                                                |
| 2018.          | Ралф растура интернет                    |               | Шенк                        | глас                                           |
| 2019.          | Између два дрвета папрати: Филм          |               | себе                        | камео                                          |
| 2020.          | Чудесна жена 1984                        |               | Дајана Принс / Чудесна жена | такође продуцент                               |
| 2021.          | Лига правде Зека Снајдера                |               | Дајана Принс / Чудесна жена |                                                |
| 2021.          | Црвена потерница                         |               | Сара Блек                   |                                                |
| 2022.          | Смрт на Нилу                             |               | Линет Риџвеј-Дојл           |                                                |
| 2023.          | Шазам! Гнев богова                       |               | Дајана Принс / Чудесна жена | непотписано појављивање                        |
| 2023.          | Паклене улице 10                         |               | Жизел Јашар                 | камео                                          |
| 2023.          | Флеш                                     |               | Дајана Принс / Чудесна жена | непотписано појављивање                        |
| 2023.          | Срце од камена                           |               | Рејчел Стоун                |                                                |
| 2025.          | Снежана                                  |               | Зла краљица                 |                                                |

| Улоге на телевизији |                        |               |                        |                                 |
| Година              | Српски назив           | Изворни назив | Улога                  | Напомена                        |
| 2007.               |                        |               | Миријам „Мери” Елкајам | телевизијски филм               |
| 2009.               |                        |               | Оливија                | 3. епизоде                      |
| 2009.               | Свита                  |               | Лиса                   | епизода „Међу пријатељима”      |
| 2011.               |                        |               | Кика                   |                                 |
| 2012.               |                        |               | себе                   |                                 |
| 2012.               |                        | Јамит Барели  |                        |                                 |
| 2017.               | Уживо суботом увече    |               | себе (водитељка)       | епизода „Гал Гадот / Сем Смит”  |
| 2018.               | Симпсонови             |               | себе                   | глас; епизода „Барт није мртав” |
| 2019.               | Песма Евровизије 2019. |               | себе                   | гост                            |
| 2020.               |                        |               | себе                   | телевизијски специјал           |
| 2020.               |                        |               | себе                   | телевизијски специјал           |